# Bustle
『Bustle』（バサル）は、 2013年8月にブライアン・ゴールドバーグによって開設された、アメリカ合衆国の女性向けオンライン・マガジン。美容、著名人、ファッションのトレンドに関する記事と共に、ニュースと政治の記事を扱っている。2016年9月まで、ウェブサイトには月間5000万人の読者が訪れていた。

## 参考文 献
1. ↑  Malone, Noreen (2013年9月16日). “What Bustle's Funding Really Shows Us”. The New Republic 2015年10月21日閲覧。
2. ↑  Amanda Hess. “The Bro Whisperer of Bustle”. 2015年8月16日閲覧。
3. ↑  “The Women Behind The New Bustle On Reinventing "Women's Media"”. 2018年3月24日閲覧。